# Карілатсі (Киллесте)
Карілатсі (ест. Karilatsi) — село в Естонії, входить до складу волості Киллесте, повіту Пилвамаа.
В селі розташовано музей просто неба — Пилваський селянський музей.